# Uziom kratowy
Uziomami kratowymi lub uziomami siatkowymi (ang. grounding grid) nazywa się układy uziomów poziomych, tworzących kratę o czterech lub większej liczbie oczek.